# Trianthema

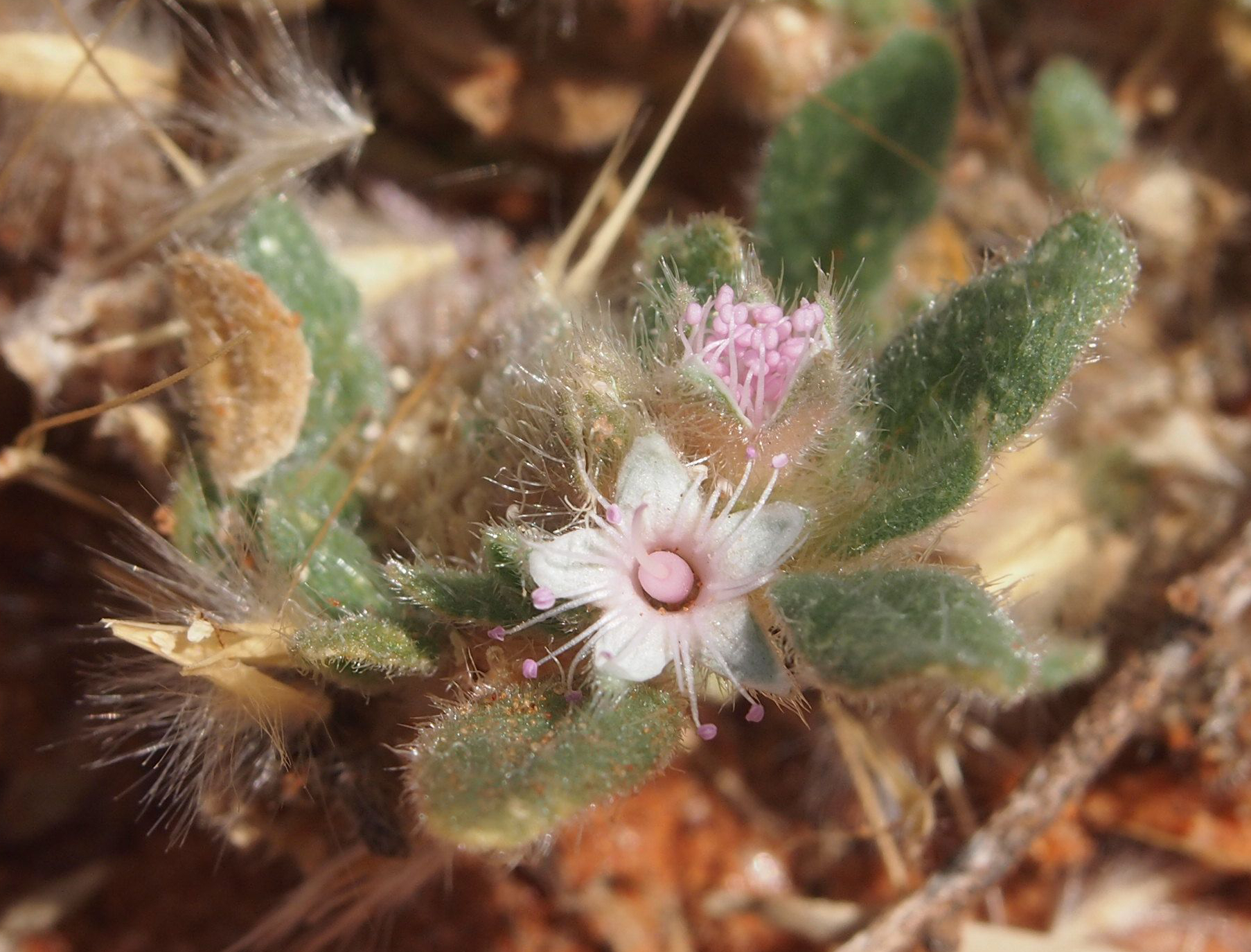
Trianthema pilosum

Trianthema – rodzaj roślin z rodziny pryszczyrnicowatych (Aizoaceae). Obejmuje 29 gatunków. Zasięg rodzaju obejmuje wszystkie kontynenty w strefie międzyzwrotnikowej i sięga stref umiarkowanych na obu półkulach, na północy po środkową część Stanów Zjednoczonych, Egipt, Iran oraz wschodnie Chiny. Największe zróżnicowanie gatunkowe jest w Australii – rośnie tam 12 gatunków, z czego 10 to endemity. Szeroko rozprzestrzenionym gatunkiem jest T. portulacastrum.
W XIX wieku dla rodzaju zaproponowano polskie nazwy „trzykwiat” i „porgława”, ale nie są one używane.

## Morfologia

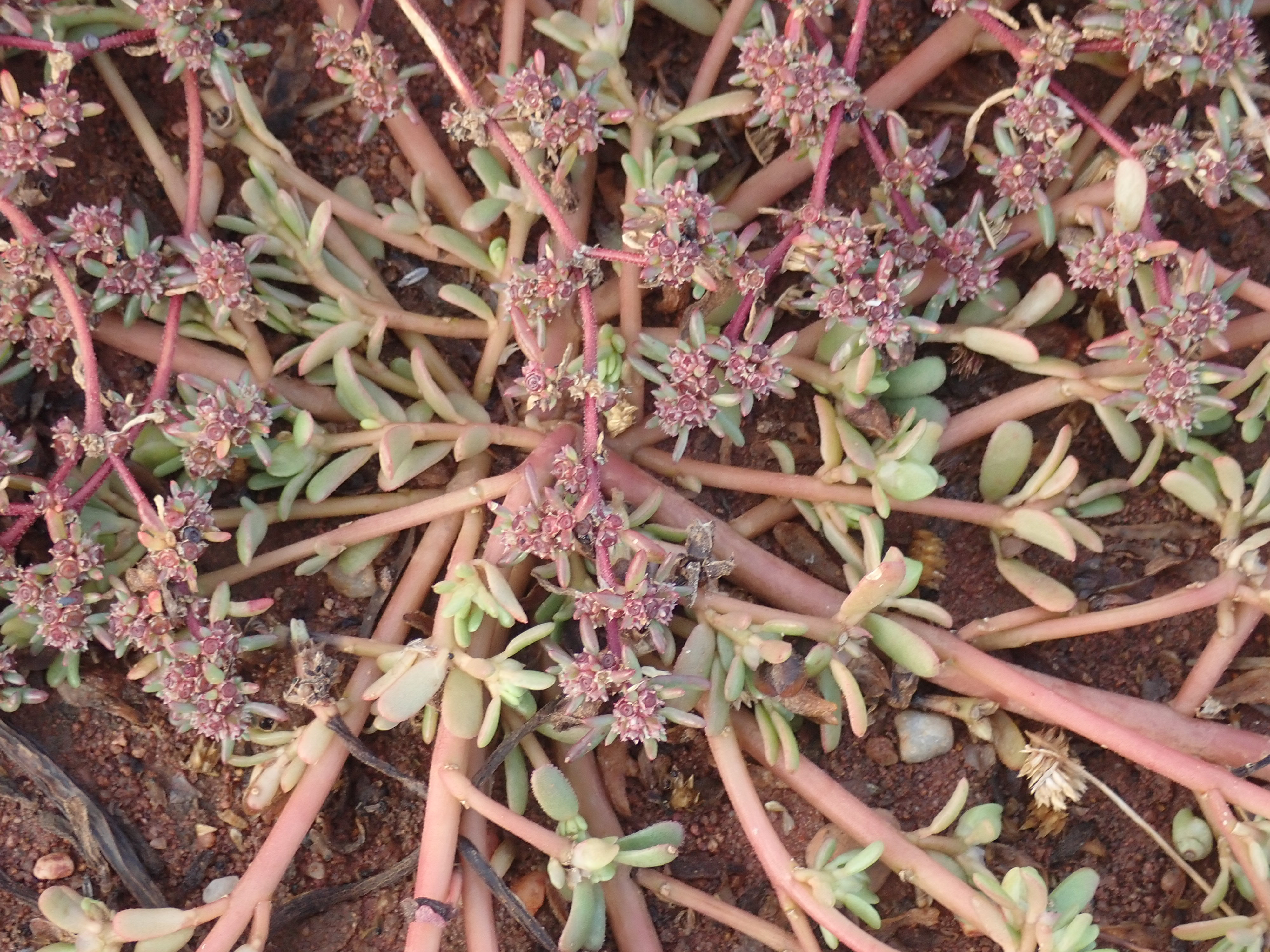
Trianthema triquetrum

PokrójRośliny zielne, zarówno jednoroczne jak i byliny, rzadziej krzewinki. Pędy zwykle płożące lub podnoszące się, często szeroko rozpostarte, rozgałęziające się od nasady, nagie, owłosione lub brodawkowate.
LiścieNaprzeciwległe, z błoniastymi przylistkami przyrośniętymi do ogonków liściowych. Liście asymetryczne w parach, ogonkowe. Blaszka walcowata lub płaska, równowąska do zaokrąglonej, całobrzega.
KwiatyPojedyncze lub zebrane w wierzchotki wyrastające w kątach liści, wsparte przysadkami i podkwiatkami, siedzące lub szypułkowe, obupłciowe, niewielkie (do 4 mm średnicy). Hypancjum dzwonkowate. Działki kielicha w liczbie pięciu, z łatkami od zewnątrz zielonymi, mięsistymi, nagimi lub owłosionymi, od wewnątrz zielonymi, różowymi, purpurowymi lub białymi. Płatków korony brak. Pręcików jest od 5 do 20. Zalążnia jest górna; powstaje z 1 lub 2 owocolistków i jest jednokomorowa, szyjek słupka i znamion jest tyle ile owocolistków.
OwoceWalcowate lub stożkowate torebki, otwierające się u nasady i zawierające nieliczne nasiona (od 1 do 12). Nasiona otoczone są czarne lub brązowe.

## Systematyka
Rodzaj z rodziny pryszczyrnicowatych (Aizoaceae), w obrębie której zaliczany jest do podrodziny Sesuvioideae i plemienia Sesuvieae.
Wykaz gatunków
- Trianthema argentinum Hunz. & A.A.Cocucci
- Trianthema ceratosepalum Volkens & Irmsch.
- Trianthema clavatum (J.M.Black) H.E.K.Hartmann & Liede
- Trianthema compactum C.T.White
- Trianthema corallicola H.E.K.Hartmann & Liede
- Trianthema corymbosum (E.Mey. ex Sond.) H.E.K.Hartmann & Liede
- Trianthema crystallinum (Forssk.) Vahl
- Trianthema cussackianum F.Muell.
- Trianthema cypseleoides (Fenzl) Benth.
- Trianthema glossostigma F.Muell.
- Trianthema hecatandrum Wingf. & M.F.Newman
- Trianthema hereroense Schinz
- Trianthema kimberleyi Bittrich & K.M.Jenssen
- Trianthema megaspermum A.M.Prescott
- Trianthema mozambiquense H.E.K.Hartmann & Liede
- Trianthema oxycalyptrum F.Muell.
- Trianthema pakistanense H.E.K.Hartmann & Liede
- Trianthema parvifolium E.Mey. ex Sond.
- Trianthema patellitectum A.M.Prescott
- Trianthema pilosum F.Muell.
- Trianthema portulacastrum L.
- Trianthema rhynchocalyptrum F.Muell.
- Trianthema salsoloides Fenzl ex Oliv.
- Trianthema sanguineum Volkens & Irmsch.
- Trianthema sheilae A.G.Mill. & J.Nyberg
- Trianthema triquetrum Willd. ex Spreng.
- Trianthema turgidifolium F.Muell.
- Trianthema ufoense H.E.K.Hartmann & Liede
- Trianthema vleiense H.E.K.Hartmann & Liede